# Notophthiracarus schizocomus
Notophthiracarus schizocomus är en kvalsterart som först beskrevs av Hammer 1962.  Notophthiracarus schizocomus ingår i släktet Notophthiracarus och familjen Phthiracaridae. Inga underarter finns listade i Catalogue of Life.